# اچ‌ام‌اس آنسون (۱۸۱۲)
اچ‌ام‌اس آنسون (۱۸۱۲) (به انگلیسی: HMS Anson (1812)) یک کشتی بود که طول آن ۱۷۶ فوت (۵۴ متر) بود. این کشتی در سال ۱۸۱۲ ساخته شد.